# Università dell'Oklahoma
L'Università dell'Oklahoma (in inglese University of Oklahoma, abbreviato in OU) è un'università pubblica statunitense che si trova a Norman, Oklahoma. Fondata nel 1890, l'Università conta, all'anno 2007, 29.931 studenti, per la maggior parte nel campus di Norman. L'University of Oklahoma offre 152 corsi di laurea, 160 master e 75 dottorati. Dal 1994 il rettore è stato l'ex Senatore David L. Boren. 
All'interno del campus di Norman si trovano due importanti musei: il Fred Jones Jr. Museum of Art, specializzato nell'Impressionismo francese, e il Sam Noble Oklahoma Museum of Natural History, specializzato nella storia naturale dell'Oklahoma.
La OU, considerata una scuola di alto livello per i programmi sportivi, ha vinto 7 titoli nazionali nel football con i Sooners, mentre la squadra di baseball dell'OU ha conquistato due titoli nazionali, la squadra femminile di softball ha conquistato il titolo nazionale nel 2000 e le squadre di ginnastica hanno conquistato 4 titoli nazionali dal 2002.